# Dětenice (zámek)
Zámek Dětenice se nachází ve stejnojmenné obci v okrese Jičín, na okraji Českého ráje.

## Historie

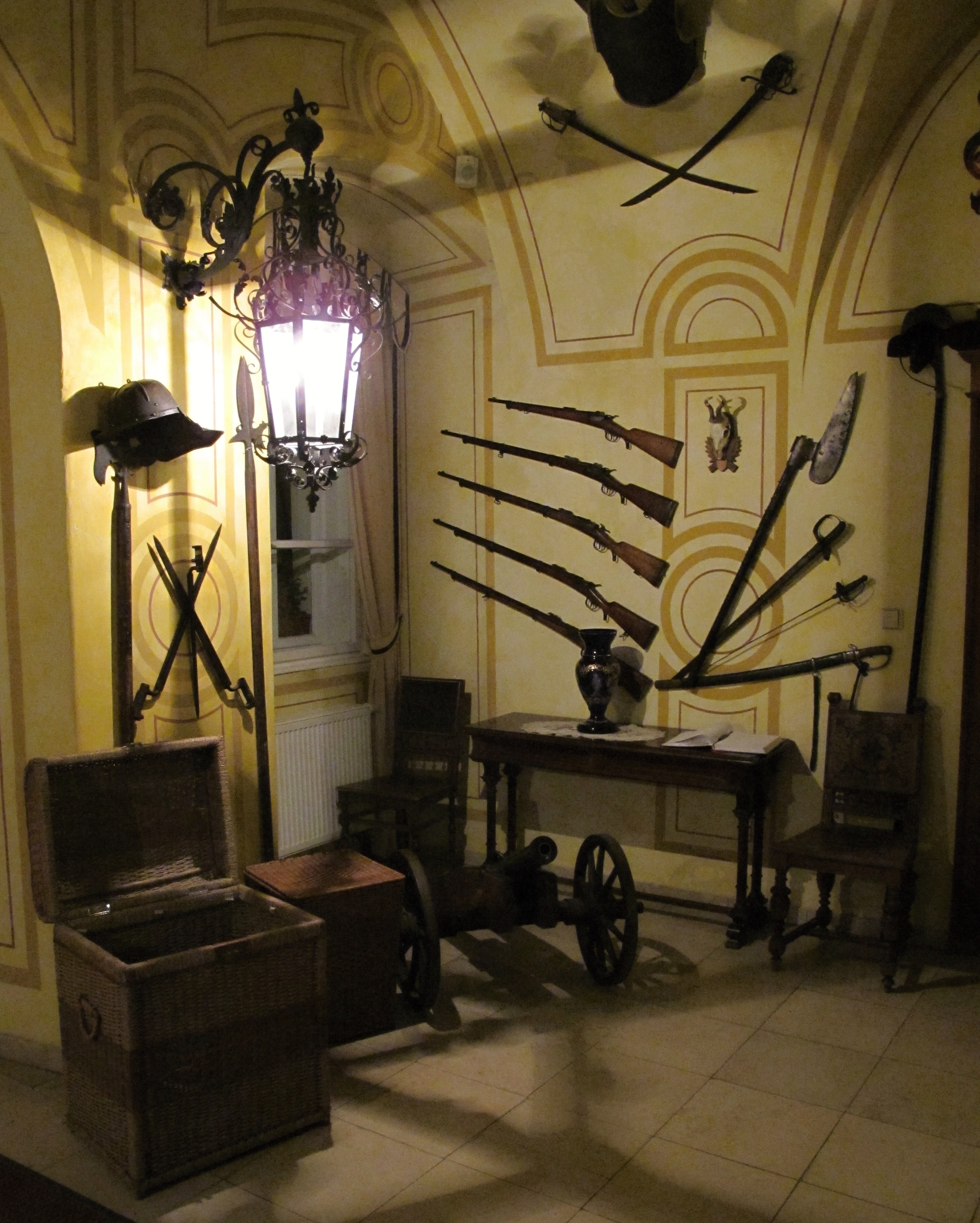
Sbírka zbraní v dětenickém zámku

Původní tvrz byla doložena již v roce 1404. Koncem 16. století byla renesančně přestavěna Křineckým z Ronova. Teprve když Dětenice koupil Jan Kristián, hrabě Clam-Gallas, došlo k pozdně barokní výstavbě. V letech 1762–1765 stavitel Zachariáš Fiegert určil dnešní podobu objektu. Roku 1797 zámek od Clam-Gallasů zakoupil pražský velkoobchodník Jakub Wimmer. Při opravách, prováděných po roce 1873 pro maltézské rytíře, došlo jen k menším změnám.

## Současnost
Dnes na zámku najdeme dochované gotické, renesanční a barokní fresky, nástěnné malby a rokokové a klasicistní štukové výzdoby. Mimo to je zde umístěna sbírka obrazů, historických zbraní a loveckých trofejí. Na zámku Dětenice se konají historické programy, rokokové plesy a středověké hostiny. V parku se zachovala řada soch klasicizujícího baroka.
Součástí Zámeckého resortu Dětenice je i originální středověká krčma Dětenice se středověkým hotelem.
V areálu resortu je zámecký pivovar a muzeum piva. Výroba piva byla obnovena v roce 2003, nyní se vyrábí Dětenické světlé pivo a Dětenické tmavé pivo - obě pouze k místní spotřebě.
| Rok  | Počet návštěvníků |
| ---- | ----------------- |
| 2015 | 221 874           |
| 2016 | 238 347           |
| 2017 | 277 136           |
| 2018 | 242 521           |

## Zámek ve filmu
Na zámku se natáčely filmové pohádky Řachanda (2016, režie Marta Ferencová) a Princ Mamánek (2022, režie Jan Budař). Zámek se též objevil v pohádce Kouzelná tetička Valentýna (2008, režie Zuzana Zemanová-Hojdová).